# Hypsipages
Hypsipages is een geslacht van rechtvleugeligen uit de familie veldsprinkhanen (Acrididae). De wetenschappelijke naam van dit geslacht is voor het eerst geldig gepubliceerd in 1889 door Gerstaecker.

## Soorten
Het geslacht Hypsipages  is monotypisch en omvat slechts de volgende soort:
- Hypsipages dives (Gerstaecker, 1889)